# Campioni del Domani
El Campioni del Domani (en español: Campeones del Mañana) es el «principal torneo juvenil de baloncesto en Chile», organizado por el Stadio Italiano, que se desarrolla durante el mes de enero. La primera edición se realizó en 1974, realizándose hasta la fecha. En este torneo sólo pueden participar jugadores menores de 19 años, lo cual justifica su nombre.
Previo a la realización de este torneo, en el mes de noviembre, se realiza un torneo denominado Pre Domani, el cual otorga dos cupos a la competición mayor. En esta competencia participan clubes de menor envergadura de la zona central del país.
A partir del 2009, el campeonato entrega el premio al mejor jugador, trofeo "José Arturo Giolito", en honor al destacado músico quien también fuera uno de los impulsores del torneo en sus inicios. A partir del 2010 el Campioni del Domani pasó a ser Sub-19, para adecuarse a las categorías que se establecen a nivel internacional.
En ocasiones se invita a participar a quintetos extranjeros, principalmente de Argentina, Uruguay y Brasil, resultando algunos ganadores del título.

## Campeonatos por año
| Edic. | Año  | Campeón                               | Subcampeón                      | Score    |
| ----- | ---- | ------------------------------------- | ------------------------------- | -------- |
| 1°    | 1974 | Unión Española                        |                                 |          |
| 2°    | 1975 | Ingeniería Universidad de Chile       |                                 |          |
| 3°    | 1976 | Universidad Católica                  |                                 |          |
| 4°    | 1977 | Banco del Estado                      |                                 |          |
| 5°    | 1978 | Instituto Alonso de Ercilla           |                                 |          |
| 6°    | 1979 | Arbuc de Concepción                   |                                 |          |
| 7°    | 1980 | Selección Chilena Juvenil             |                                 |          |
| 8°    | 1981 | Unión Española                        |                                 |          |
| 9°    | 1982 | Chilectra                             |                                 |          |
| 10°   | 1983 | Universidad de Chile                  | Antofagasta Sokol               |          |
| 11°   | 1984 | Antofagasta Sokol                     |                                 |          |
| 12°   | 1985 | Andes Talleres de Mendoza             |                                 |          |
| 13°   | 1986 | Universidad de Chile                  | Andes Talleres de Mendoza       |          |
| 14°   | 1987 | Universidad de Chile                  |                                 |          |
| 15°   | 1988 | Universidad de Chile                  |                                 |          |
| 16°   | 1989 | Universidad de Chile                  | Selección de Temuco             |          |
| 17°   | 1990 | Universidad Católica                  | Club Italiano de Buenos Aires   |          |
| 18°   | 1991 | Universidad Católica                  |                                 |          |
| 19°   | 1992 | Rosario Central                       | Universidad De Chile            |          |
| 20°   | 1993 | Universidad Católica                  | Atlético Quilmes (Buenos Aires) |          |
| 21°   | 1994 | Andes Talleres de Mendoza             | Universidad de Chile            | 64 - 41  |
| 22°   | 1995 | Atlético Capurro de Montevideo        | Universidad de Chile            |          |
| 23°   | 1996 | Deportivo Petrox                      | Universidad de Chile            | 65 - 53  |
| 24°   | 1997 | Pinheiros de São Paulo                | Deportivo Petrox                | 79 - 76  |
| 25°   | 1998 | Estudiantes de Bahía Blanca           | Pinheiros de São Paulo          | -        |
| 26°   | 1999 | Deportivo Petrox                      | Estudiantes de Bahía Blanca     | 82 - 69  |
| 27°   | 2000 | Boca Juniors                          | Stadio Italiano                 | 113 - 58 |
| 28°   | 2001 | Boca Juniors                          | Deportivo Alemán de Concepción  | 76 - 64  |
| 29°   | 2002 | Atenas de Córdoba                     | Sportiva Italiana de Valparaíso | 78 - 48  |
| 30°   | 2003 | Stadio Italiano                       | Provincial Osorno               | 73 - 62  |
| 31°   | 2004 | Stadio Italiano                       | Universidad Católica            | 77 - 66  |
| 32°   | 2005 | Deportivo Valdivia                    | Boston College                  | 83 - 65  |
| 33°   | 2006 | Olimpia de Venado Tuerto              | Provincial Osorno               | 77 - 64  |
| 34°   | 2007 | Universidad Católica                  | Liceo Mixto de Los Andes        | 89 - 88  |
| 35°   | 2008 | Universidad Católica                  | Universidad de Concepción       | 46 - 44  |
| 36°   | 2009 | Liceo Mixto de Los Andes              | Universidad Católica            | 75 - 71  |
| 37°   | 2010 | Liceo Mixto de Los Andes              | Boston College                  | 70 - 48  |
| 38°   | 2011 | Español de Talca                      | Boca Juniors                    | 68 - 65  |
| 39°   | 2012 | Boca Juniors                          | Stadio Italiano                 | 73 - 63  |
| 40°   | 2013 | Boston College                        | Sergio Ceppi de La Cisterna     | 84 - 81  |
| 41°   | 2014 | Español de Talca                      | Boston College                  | 93 - 72  |
| 42°   | 2015 | Municipal Puente Alto                 | Las Ánimas de Valdivia          | 59 - 52  |
| 43°   | 2016 | Arturo Prat de San Felipe             | Brisas de La Cisterna           | 62 - 61  |
| 44°   | 2017 | Sportiva Italiana de Valparaíso       | Estudiantes San Pedro           | 70 - 69  |
| 45°   | 2018 | CEB Puerto Montt                      | Sportiva Italiana de Valparaíso | 68 - 65  |
| 46°   | 2019 | Sportiva Italiana de Valparaíso       | Estudiantes de Santiago         | 62 - 59  |
| 47°   | 2020 | Club Social Y Deportivo Fermín Osorio | Universidad de Chile            | 84 - 77  |
| 48°   | 2021 | Club Providencia                      | Santiago INBA                   | 74 - 63  |
| 49°   | 2022 | Sportiva Italiana de Valparaíso       | Municipal Puente Alto           | 73 - 71  |
| 50°   | 2023 | Español de Osorno                     | San Felipe Basket               | 82 - 55  |
| 51°   | 2024 | Español de Osorno                     | Huachipato                      | 90 - 69  |
| 52°   | 2025 | Bochas Sport Club                     | Universidad Católica            | 85 - 83  |

## Títulos por club
| Equipo                          | Títulos | Años                               |
| ------------------------------- | ------- | ---------------------------------- |
| Universidad Católica            | 6       | 1976, 1990, 1991, 1993, 2007, 2008 |
| Universidad de Chile            | 6       | 1975, 1983, 1986, 1987, 1988, 1989 |
| Boca Juniors                    | 3       | 2000, 2001, 2012                   |
| Sportiva Italiana de Valparaíso | 3       | 2017, 2019, 2022                   |
| Unión Española                  | 2       | 1974, 1981                         |
| Andes Talleres de Mendoza       | 2       | 1985, 1994                         |
| Deportivo Petrox                | 2       | 1996, 1999                         |
| Stadio Italiano                 | 2       | 2003, 2004                         |
| Liceo Mixto de Los Andes        | 2       | 2009, 2010                         |
| Español de Talca                | 2       | 2011, 2014                         |
| Español de Osorno               | 2       | 2023, 2024                         |
| Banco del Estado                | 1       | 1977                               |
| Instituto Alonso de Ercilla     | 1       | 1978                               |
| Arbuc de Concepción             | 1       | 1979                               |
| Selección Chilena Juvenil       | 1       | 1980                               |
| Chilectra                       | 1       | 1982                               |
| Antofagasta Sokol               | 1       | 1984                               |
| Rosario Central                 | 1       | 1992                               |
| Atlético Capurro de Montevideo  | 1       | 1995                               |
| Pinheiros de São Paulo          | 1       | 1997                               |
| Estudiantes de Bahía Blanca     | 1       | 1998                               |
| Atenas de Córdoba               | 1       | 2002                               |
| Deportivo Valdivia              | 1       | 2005                               |
| Olimpia de Venado Tuerto        | 1       | 2006                               |
| Boston College                  | 1       | 2013                               |
| Municipal Puente Alto           | 1       | 2015                               |
| Arturo Prat de San Felipe       | 1       | 2016                               |
| CEB Puerto Montt                | 1       | 2018                               |
| CDS EB Fermín Osorio            | 1       | 2020                               |
| Club Providencia                | 1       | 2021                               |
| Bochas Sport Club               | 1       | 2025                               |

## Clubes participantes por edición
| Edic. | Año  | Part. | Clubes Participantes |
| ----- | ---- | ----- | --- |
| 10°   | 1983 | 10    | Universidad de Chile, Sokol de Antofagasta, Estadio Israelita Maccabi, Estadio Yugueslavo, Chilectra, Universidad Católica, Punta Arenas, Liceo San Bernardo, Stadio Italiano, Árabe de San Felipe. |
|       |      |       | |
| 27°   | 2000 |       | Boca Juniors, Stadio Italiano |
| 28°   | 2001 | 10    | Boca Juniors, Deportivo Alemán (Concepción), Petrox de Talcahuano, Atenas de Córdoba, Liceo Leonardo Murialdo de Mendoza, Stadio Italiano, Sportiva Italiana (Valparaíso), Provincial Osorno, Universidad Católica, Universidad de Chile. |
| 29°   | 2002 | 10    | Atenas de Córdoba, Sportiva Italiana (Valparaíso), Universidad Católica, Boston College, Deportivo Alemán (Concepción), Provincial Osorno, Universidad de Chile, Stadio Italiano, Estudiantes de Bahía Blanca, Regatas de Córdoba. |
| 30°   | 2003 | 10    | Stadio Italiano, Provincial Osorno, Sportiva Italiana (Valparaíso), Universidad de Talca, Universidad de Las América, Boston College, Español de Talca, Universidad Católica, Estadio Español, Universidad de Chile. |
| 31°   | 2004 | 12    | Stadio Italiano, Universidad Católica, Universidad Católica del Maule, Español de Talca, Sportiva Italiana (Valparaíso), Deportes Valdivia, Universidad de Las Américas, Provincial Osorno, Boston College, Universidad de Chile, Universidad de Los Lagos, Provincial Llanquihue. |
| 32°   | 2005 | 10    | Deportivo Valdivia, Boston College, Universidad Católica, Sportiva Italiana (Valparaíso), Provincial Llanquihue, Universidad Católica del Maule, Stadio Italiano, Liceo Mixto (Los Andes), Español de Talca, Universidad de Chile. |
| 33°   | 2006 | 11    | Olimpia de Venado Tuerto, Provincial Osorno, Deportivo Valdivia, Boston College, Puente Alto CD, Liceo Mixto (Los Andes), Español de Talca, Universidad Católica, Stadio Italiano, Sportiva Italiana (Valparaíso), Deportes Ancud. |
| 34°   | 2007 | 11    | Universidad Católica, Liceo Mixto (Los Andes), Olimpia (Argentina), Universidad de Chile, Sportiva Italiana (Valparaíso), Estadio Croata, Stadio Italiano, Boston College, Puente Alto CD, Español de Talca, UDE Temuco. |
| 35°   | 2008 | 11    | Universidad Católica, Universidad de Concepción, Liceo Mixto (Los Andes), Boston College, Stadio Italiano, Deportivo Valdivia, Universidad de Chile, Estadio Croata, Sergio Ceppi (La Cisterna), Sportiva Italiana (Valparaíso), Villa Moderna (Viña del Mar). |
| 36°   | 2009 | 12    | Liceo Mixto (Los Andes), Universidad Católica, Stadio Italiano, Sportiva Italiana (Valparaíso), Deportes Castro, Universidad de Chile, Sergio Ceppi (La Cisterna), Univ.de Concepción, Brisas (La Cisterna), Boston College, Sagrados Corazones (Viña del Mar), CD Puerto Varas. |
| 37°   | 2010 | 12    | Liceo Mixto (Los Andes), Boston College, Universidad Católica, Stadio Italiano, Universidad de Chile, Sokol (Antofagasta), Estudiantes, Huachipato, Sportiva Italiana (Valparaíso), Puente Alto CD, Universidad de Los Lagos, Sergio Ceppi (La Cisterna). |
| 38°   | 2011 | 12    | Español de Talca, Boca Juniors, Sergio Ceppi de La Cisterna, Deportes Castro, Stadio Italiano, Sokol de Antofagasta, Boston College, Liceo Mixto (Los Andes), Universidad de Chile, Brisas de La Cisterna, Sportiva Italiana de Valparaíso, Villa Moderna (Viña del Mar). |
| 39°   | 2012 | 12    | Boca Juniors, Stadio Italiano, Sportiva Italiana de Valparaíso, Universidad de Chile, Boston College (Maipú), Villa Moderna (Viña del Mar), Tabare (Montevideo), Liceo Mixto (Los Andes), Sergio Ceppi de La Cisterna, Deportes Castro, Los Leones de Quilpué, Sokol de Antofagasta. |
| 40°   | 2013 | 12    | Boston College, Sergio Ceppi de La Cisterna, Stadio Italiano, Providencia, Sokol de Antofagasta, Municipal Puente Alto, Sportiva Italiana de Valparaíso, Arturo Prat de San Felipe, Los Leones de Quilpué, Deportes Castro, Club Brisas de La Cisterna, Universidad Católica. |
| 41°   | 2014 | 14    | Stadio Italiano, Sergio Ceppi de La Cisterna, Universidad Católica, Sokol de Antofagasta, Municipal Puente Alto, Club Brisas de La Cisterna, San Juan Evangelista (Las Condes), Boston College, Colegio Los Leones de Quilpué, Arturo Prat de San Felipe, Sportiva Italiana de Valparaíso, Israelita Maccabi (Viña del Mar), Club Providencia, Español de Talca.                                            |
| 42°   | 2015 | 14    | Municipal Puente Alto, Las Ánimas de Valdivia, Universidad de Chile, Club Providencia, Sportiva Italiana de Valparaíso, Sokol de Antofagasta, Universidad Católica, Arturo Prat de San Felipe, Stadio Italiano, Israelita Maccabi (Viña del Mar), Sergio Ceppi de La Cisterna, San Juan Evangelista (Las Condes), Club Brisas de La Cisterna, INBA Santiago.                                                |
| 43°   | 2016 | 14    | Stadio Italiano, Municipal Puente Alto, Club Providencia, Sportiva Italiana de Valparaíso, Alemán de Concepción, Estudiantes de Santiago, INBA Santiago, Sokol de Antofagasta, Club Brisas de La Cisterna, Universidad Católica, Sergio Ceppi de La Cisterna, Arturo Prat de San Felipe, Universidad de Chile, Club Las Ánimas de Valdivia.                                                                 |
| 44°   | 2017 | 14    | Alemán de Concepción, Estudiantes de Santiago, Sportiva Italiana de Valparaíso, INBA Santiago, Stadio Italiano, Municipal Puente Alto, Sergio Ceppi de La Cisterna, Universidad de Chile, Universidad Católica, Arturo Prat de San Felipe, Club Las Ánimas de Valdivia, CSDC Puerto Varas, Club Brisas de La Cisterna, Estudiantes San Pedro.                                                               |
| 45°   | 2018 | 18    | Estudiantes de Santiago, Stadio Italiano, Boston College, Universidad Católica, Árabe de Valparaíso, Universidad de Chile, Deportivo Manquehue, Club Brisas de La Cisterna, CEB Puerto Montt, Sergio Ceppi de La Cisterna, Sportiva Italiana de Valparaíso, Providencia, INBA Santiago, Los Leones de Quilpué, Osorno Básquetbol, Arturo Prat de San Felipe, Estudiantes San Pedro y Municipal Puente Alto  |
| 46°   | 2019 | 18    | Stadio Italiano, Español de Talca, Sokol de Antofagasta, Providencia, Sergio Ceppi de La Cisterna, Universidad Católica, Sportiva Italiana de Valparaíso, Las Animas de Valdivia, Arturo Prat de San Felipe, Universidad de Chile, INBA Santiago, Boston College, Estudiantes de Santiago, Alemán de Concepción, Árabe de Valparaiso, Municipal de Puente Alto, Brisas de La Cisterna y Deportivo Manquehue |
| 47°   | 2020 | 18    | Estudiantes Santiago, INBA Santiago, Sergio Ceppi de La Cisterna, Universidad Católica, Boston College, Árabe de Valparaíso, Alemán de Concepción, Deportivo Manquehue, Municipal Puente Alto, Español de Talca, Providencia, Sportiva Italiana de Valparaíso, Patrocinio San José, Fermín Osorio, Universidad de Chile, Arturo Prat de San Felipe, Brisas de La Cisterna y Stadio Italiano                 |
| 48°   | 2021 | 12    | Stadio Italiano, San Felipe Basket, Santiago INBA, Universidad de Chile, Universidad Católica, Club Providencia, CD Manquehue, Sergio Ceppi, Club Brisas, Fermín Osorio, Alemán de Concepción y CDSC Puerto Varas |
| 49°   | 2022 | 18    | Stadio Italiano, Árabe de Valparaíso, Sportiva Italiana, Villa Alemana, Santiago INBA, Universidad de Chile, Universidad Católica, Club Providencia, CD Manquehue, Boston College, Municipal Puente Alto, Sergio Ceppi, Club Brisas, Fermín Osorio, Tomas Lawrence, Alemán de Concepción, Las Ánimas y CD Valdivia.                                                                                         |
| 50°   | 2023 | 18    | Stadio Italiano, Sergio Ceppi de La Cisterna, Español de Talca, CD Huachipato, Deportivo Manquehue, Providencia; Sportiva Italiana de Valparaíso, Quilpue Basquetbol, Santiago INBA, Español de Osorno, Universidad de Chile, San Felipe Basket; M. Puente Alto, Árabe de Valparaíso, Patrocinio San José, Club Atlético Peñarol, Boston College; Universidad Católica.                                     |
| 51°   | 2024 | 18    | Stadio Italiano, Sergio Ceppi, CEB Puerto Montt, Alemán de Concepción, Colo-Colo, Patrocinio San José, Sportiva Italiana, Universidad de La Frontera, Peñarol de Uruguay, Municipal Puente Alto, CD Providencia, San Felipe Basket, Español de Osorno, Árabe de Valparaíso, CD Huachipato, Truenos de Talca, Boston College y Universidad Católica.                                                         |
| 52°   | 2025 | 18    | Stadio Italiano, San Felipe Basket, Municipal Puente Alto, Escolar Alemán de Puerto Varas, Alemán de Concepción, Bochas Sport Club de Córdoba, Sportiva Italiana, Truenos de Talca, Español de Osorno, Club Providencia, CD Valdivia, Universidad Católica, Colo-Colo, Boston College, Sergio Ceppi, CDSC Puerto Varas, CD Huachipato y Árabe de Valparaíso.                                                |